# Murad Ramazanov
Murad Ramazanov (en ruso: Мурад Рамазанов; Jasaviurt, URSS, 19 de marzo de 1974) es un deportista macedonio de origen daguestano que compitió en lucha libre (hasta 2002 bajo la bandera de Rusia).
Ganó tres medallas en el Campeonato Europeo de Lucha entre los años 2000 y 2007. Participó en dos Juegos Olímpicos de Verano, ocupando el séptimo lugar en Sídney 2000 (58 kg) y el séptimo en Pekín 2008 (60 kg).

## Palmarés internacional
| Representando a Rusia     |                    |                   |           |
| Campeonato Europeo        |                    |                   |           |
| Año                       | Lugar              | Medalla           | Categoría |
| 2000                      | Budapest (Hungría) | Medalla de oro    | 58 kg     |
| Representando a Macedonia |                    |                   |           |
| Campeonato Europeo        |                    |                   |           |
| Año                       | Lugar              | Medalla           | Categoría |
| 2005                      | Varna (Bulgaria)   | Medalla de bronce | 60 kg     |
| 2007                      | Sofía (Bulgaria)   | Medalla de bronce | 60 kg     |